# Sznitki (rejon dokszycki)
Sznitki (biał. Шніткі; ros. Шнитки) – wieś na Białorusi, w obwodzie witebskim, w rejonie dokszyckim, w sielsowiecie Berezyna. W 2019 roku była niezamieszkana.

## Historia
W czasach zaborów w gminie Tumiłowicze, w powiecie borysowskim, w guberni mińskiej Imperium Rosyjskiego.
W 1924 roku wieś leżała w wołoście Berezyna, w powiecie borysowskim Białoruskiej SRR. Od 1926 w sielsowiecie Berezyna, w rejonie begolmskim okręgu borysowskiego.